# Øyvind Sagåsen
Øyvind Sagåsen (født 12. december 1969) er en norsk tegneserietegner, illustrator og tegneserieforfatter kendt under signaturen FLIS. Sagåsen startede hos Norsk Seriebyrå sammen med Kristian B. Walters i 1989. Han har blandt andet lavet humorserien Radio Gaga. 

## Links
- Hjemmeside Arkiveret 10. september 2005 hos  Wayback Machine
- Radio Gaga

|  | Artiklen om Øyvind Sagåsen kan blive bedre, hvis der indsættes et (bedre) billede Du kan hjælpe ved at afsøge Wikimedia Commons for et passende billede eller uploade et godt billede til Wikimedia Commons iht. de tilladte licenser og indsætte det i artiklen. |